# دوران پس از باستان
دوران پس از باستان (انگلیسی: Post-classical history) در تاریخ انسان، «تاریخ پس از کلاسیک» به دوره‌ای از حدود ۵۰۰ میلادی تا ۱۵۰۰ میلادی اشاره دارد که تقریباً با قرون وسطی در اروپا مطابقت دارد. مشخصه این دوره، گسترش تمدن‌ها از نظر جغرافیایی و توسعه شبکه‌های تجاری بین تمدن‌ها است. این دوره را دوران قرون وسطی، دوران پسا باستان، دوران پیش از مدرنیته، یا دوران پیشامدرن نیز می‌نامند.

## یادداشت
1. ↑  پست کلاسیک اغلب برای توصیف تاریخ جهانی که در زمان قرون وسطی اروپا اتفاق افتاده است (که دامنه آن کاملاً اروپا محور است) استفاده می‌شود. استفاده از پسکلاسیک به عنوان یک اصطلاح برای این دوره گاهی مورد مناقشه است، اما هنوز در محافل دانشگاهی استفاده می‌شود.[۴] This usage of Post-Classical 'World History' should not be confused with the Post-Classic period of Mesoamerica.